# Zorita (Valverdón)
Zorita es una localidad española del municipio de Valverdón, perteneciente a la provincia de Salamanca, en la comunidad autónoma de Castilla y León.

## Historia
Hacia mediados del siglo XIX, el lugar, referido por entonces como una alquería ya perteneciente a Valverdón, tenía contabilizada una población de dos habitantes. Aparece descrito en el decimosexto y último volumen del Diccionario geográfico-estadístico-histórico de España y sus posesiones de Ultramar de Pascual Madoz con las siguientes palabras:

ZORITA: alq. en la prov. y part. jud. de Salamanca, término municipal de Valverdon. pobl.: un vec., 2 almas.
(Madoz, 1850, p. 670)

En 2022, la entidad singular de población tenía empadronados once habitantes y el núcleo de población, los mismos.